# U-Bahnhof Jakob-Kaiser-Platz

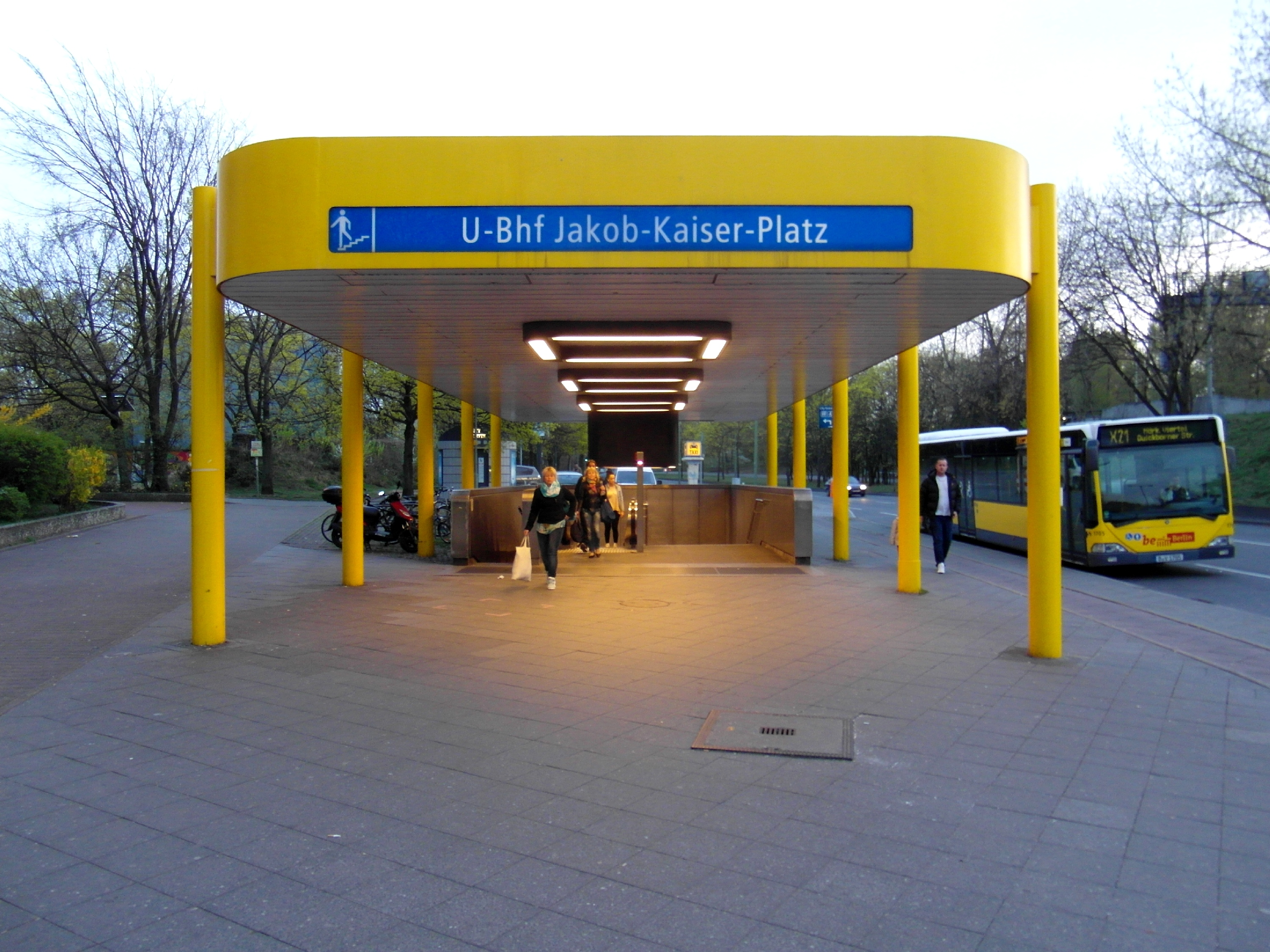
Bahnhofseingang

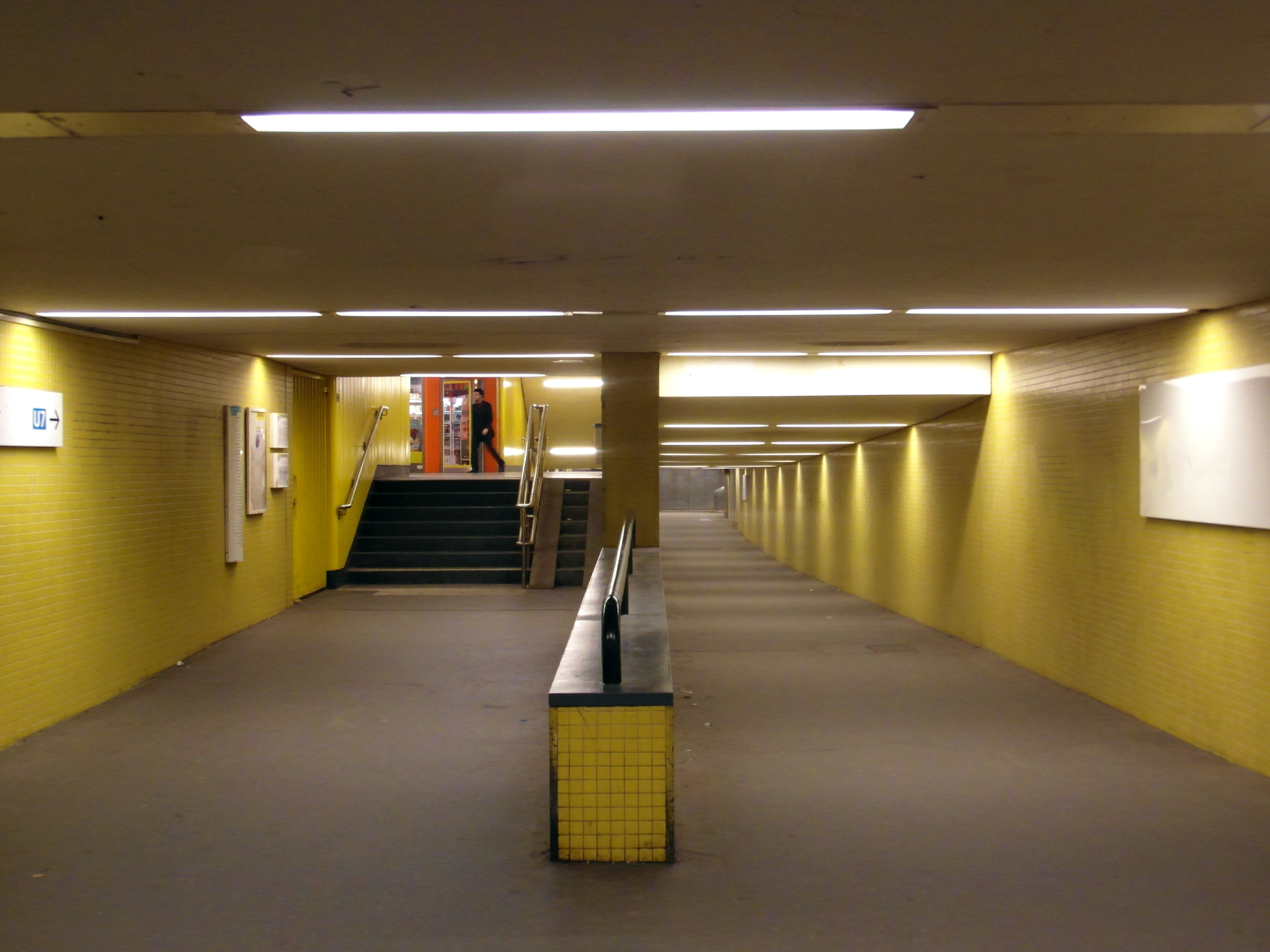
Fußgängertunnel und Zugang zum U-Bahnhof

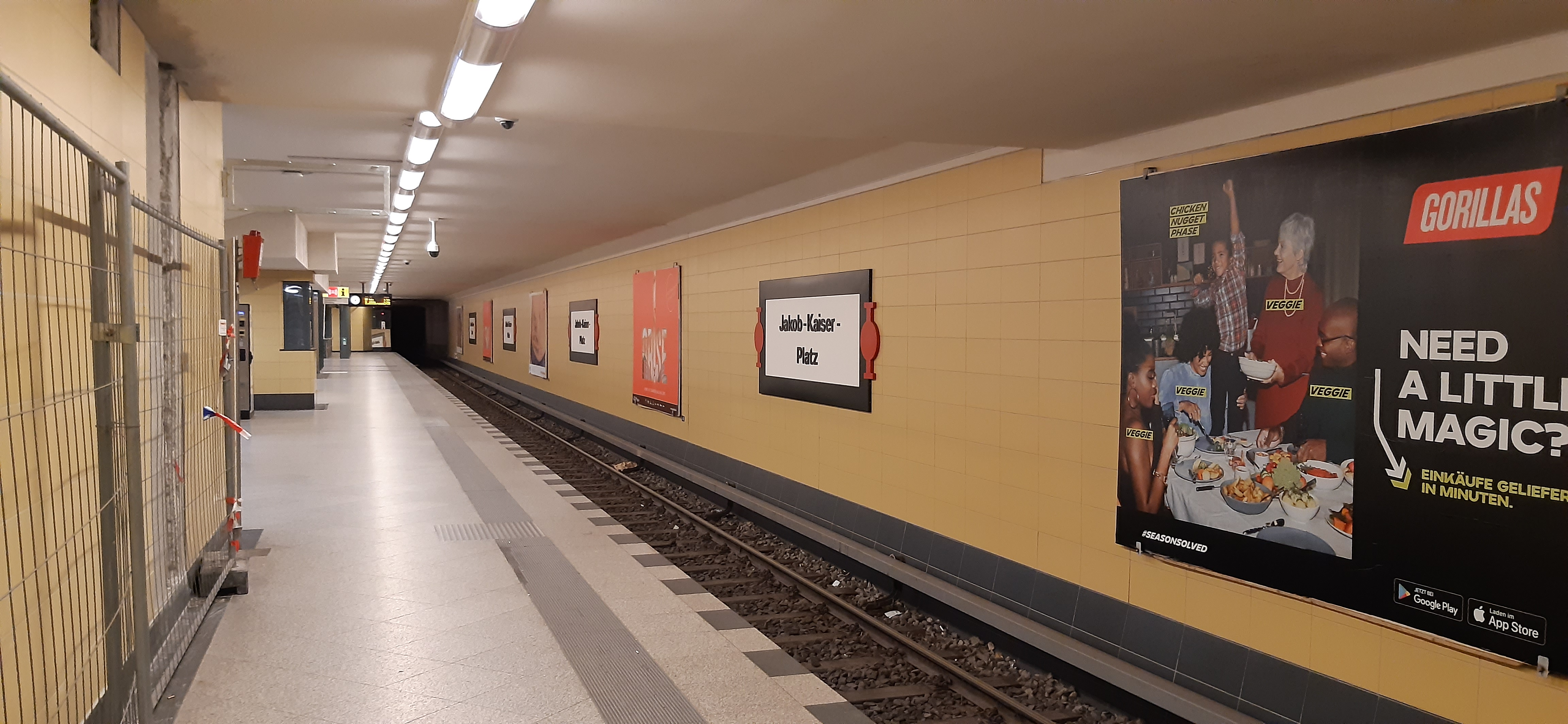
Bahnsteig

Der U-Bahnhof Jakob-Kaiser-Platz ist ein Berliner U-Bahnhof der Linie U7. Er liegt nördlich des namensgebenden Platzes unter der Bundesautobahn 111 im Ortsteil Charlottenburg-Nord des Bezirks Charlottenburg-Wilmersdorf und trägt das BVG-Kürzel JK. Er liegt 508 Meter östlich des U-Bahnhofs Halemweg und 880 Meter westlich des U-Bahnhofs Jungfernheide.
Namensgeber ist der deutsche Politiker Jakob Kaiser (CDU), Widerstandskämpfer und erster Bundesminister für gesamtdeutsche Fragen.

## Historie und Bauwerk
Der ursprünglich unter dem Namen Charlottenburg-Nord geplante Bahnhof entstand bereits 1967 als Bauvorleistung beim Bau der darüberliegenden Stadtautobahn A 111 und wurde bis zur Aufnahme des U-Bahn-Betriebs bereits als Fußgängertunnel zur Querung der Autobahn genutzt. Der eigentliche Bau der Untergrundstrecke zwischen Richard-Wagner-Platz und Rohrdamm begann aber erst 1973. Gemeinsam mit den anderen Bahnhöfen dieses Bauabschnitts wurde der jetzt unter dem Namen Jakob-Kaiser-Platz geführte U-Bahnhof am 1. Oktober 1980 in Betrieb genommen.
Ebenso wie die anderen zeitgleich entstandenen Bahnhöfe der Linie U7 wurde auch dieser Bahnhof von Rainer G. Rümmler gestaltet. Rümmler konzipierte einen 110 Meter langen Mittelbahnsteig mit zwei Zugängen westlich und östlich der Stadtautobahn A 100. Der Bahnhof selbst ist relativ schlicht gehalten und ähnelt dem benachbarten U-Bahnhof Halemweg. Die Wände hinter den Gleisen sowie die Stützsäulen sind in Gelb gehalten. Die Stations-Namensschilder sind in den Farben Dunkelblau/Rot gefasst. Der Boden ist heute hell gefliest. Die Zugänge zum Kurt-Schumacher-Damm sind ebenfalls gelb im auffallenden Stil der 1970er Jahre überdacht.
Für 2013 war eine Sanierung des Bahnhofs geplant. Ursprünglich bis 2016 sollten der Bahnhof barrierefrei umgebaut und zwei Aufzüge installiert werden. Der Abschluss der Arbeiten war dann für 2017 vorgesehen, die Kosten hierfür wurden mit 2,1 Millionen Euro veranschlagt. Inzwischen wurden die Wandplatten an den Hintergleisflächen durch gelbe Fliesen ersetzt und die dort befindlichen Stationsschilder durch eine kleinere und schlichtere Variante ausgetauscht. Die vormals quer zur Bahnsteigkante angeordneten Deckenleuchten wichen einem längs verlaufenden Leuchtenband. Der erste Aufzug ging schließlich im Dezember 2018 in Betrieb, er führt von der Ostseite des Kurt-Schumacher-Damms auf den Bahnsteig und kostete rund 1,1 Millionen Euro. Der zweite Aufzug auf der Westseite ging am 30. November 2021 in Betrieb. Die Sanierung soll noch bis 2023 dauern. Für den barrierefreien Ausbau werden inzwischen insgesamt 3,9 Millionen Euro veranschlagt.

## Anbindung
| Linie | Verlauf |
| ----- | --- |
|       | Rathaus Spandau – Altstadt Spandau – Zitadelle – Haselhorst – Paulsternstraße – Rohrdamm – Siemensdamm – Halemweg – Jakob-Kaiser-Platz – Jungfernheide – Mierendorffplatz – Richard-Wagner-Platz – Bismarckstraße – Wilmersdorfer Straße – Adenauerplatz – Konstanzer Straße – Fehrbelliner Platz – Blissestraße – Berliner Straße – Bayerischer Platz – Eisenacher Straße – Kleistpark – Yorckstraße – Möckernbrücke – Mehringdamm – Gneisenaustraße – Südstern – Hermannplatz – Rathaus Neukölln – Karl-Marx-Straße – Neukölln – Grenzallee – Blaschkoallee – Parchimer Allee – Britz-Süd – Johannisthaler Chaussee – Lipschitzallee – Wutzkyallee – Zwickauer Damm – Rudow |

Am U-Bahnhof bestehen Umsteigemöglichkeiten zu den Omnibuslinien X21, M21, 109, 123 der BVG.